# Церква Різдва Пресвятої Богородиці (Рогатин)
Рогатинська Церква Різдва Пресвятої Богородиці — чинна мурована церква у місті Рогатині Івано-Франківської області; одна з найдавніших культових споруд України, у якій змішались різноманітні архітектурні стилі (головно готика і бароко); цінна пам'ятка культурної і сакральної спадщини. Парафія належить до Івано-Франківської архієпархії УГКЦ.

## Розташування
Церква знаходиться у середмісті Рогатина за адресою: вул. Галицька, 18.

## Опис

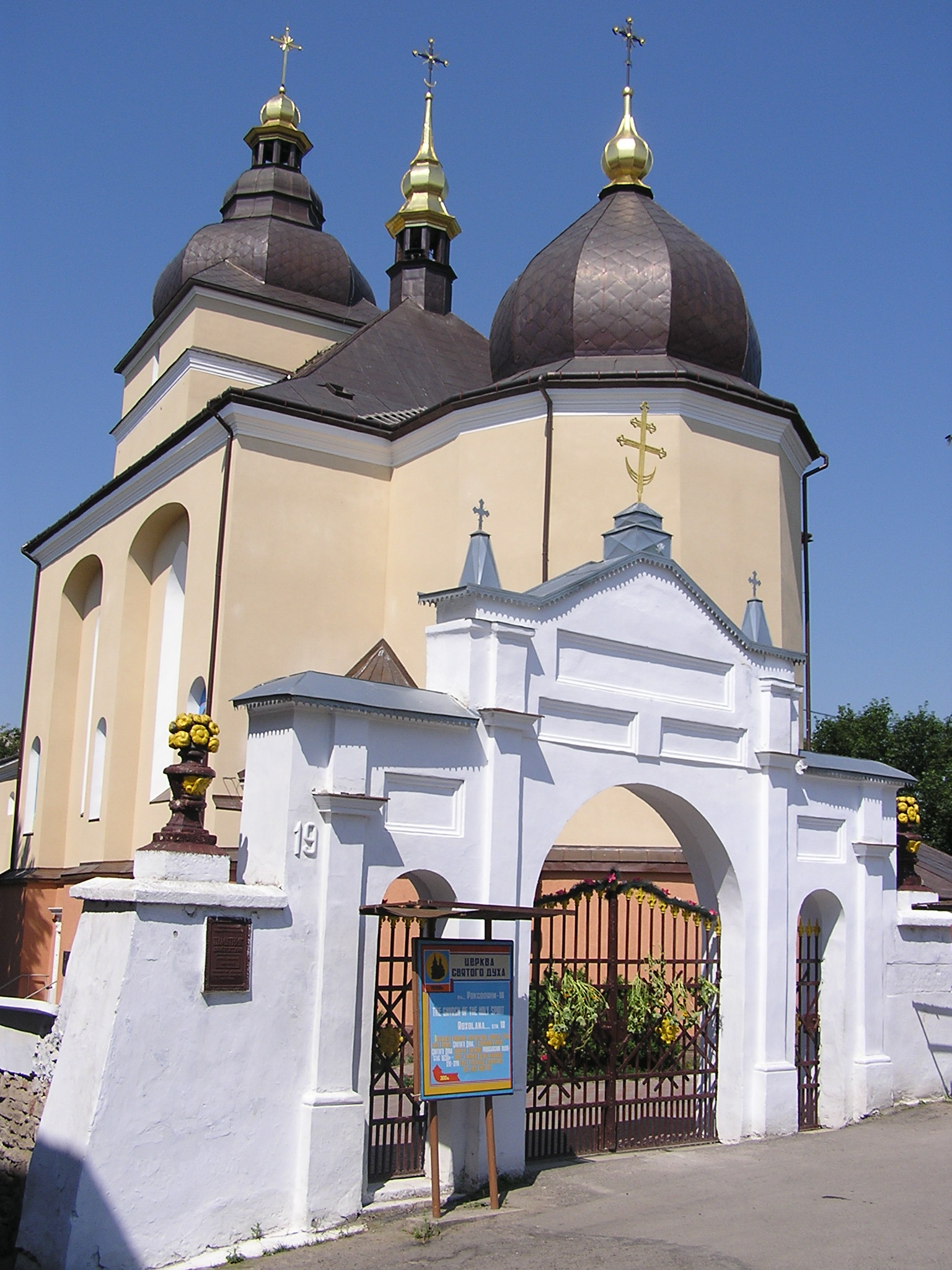

Споруда рогатинської Церкви Різдва Пресвятої Богородиці є традиційним храмом з двома опорами-стовпами і готичним нервюрним склепінням.
На фасадах церкви — контрфорси, що на рівні склепінь з'єднуються арками.
До західного фасаду пізніше прибудовано бароковий портал на двох круглих колонах та кам'яні сходи.
Численні перебудови храму визначили його зовнішній вид, у якому творчо переплелися елементи готичної та барокової архітектури.

## З історії церкви
Щодо дати зведення Церкви Різдва Пресвятої Богородиці в Рогатині немає спільності думок серед вчених-дослідників. Вважається, що храм є однією з найдавніших культових споруд у країні, і будувався вже у ХІІ—XIV століття, тобто походить з часів Галицького князівства.
А в рукописній «Хроніці міста і церков у Рогатині», яку зладнав у 2-й половині XIX століття Дмитро Бідненький, автор, ґрунтуючись на йому доступні джерела, зазначав:
|  | «Церква наша, чи то през князей, чи през бояр руських, чи то впрочом одновременно з замком галицьким чи ні, уже в первом тисячолетію по Христі збудованою бити мусит» |

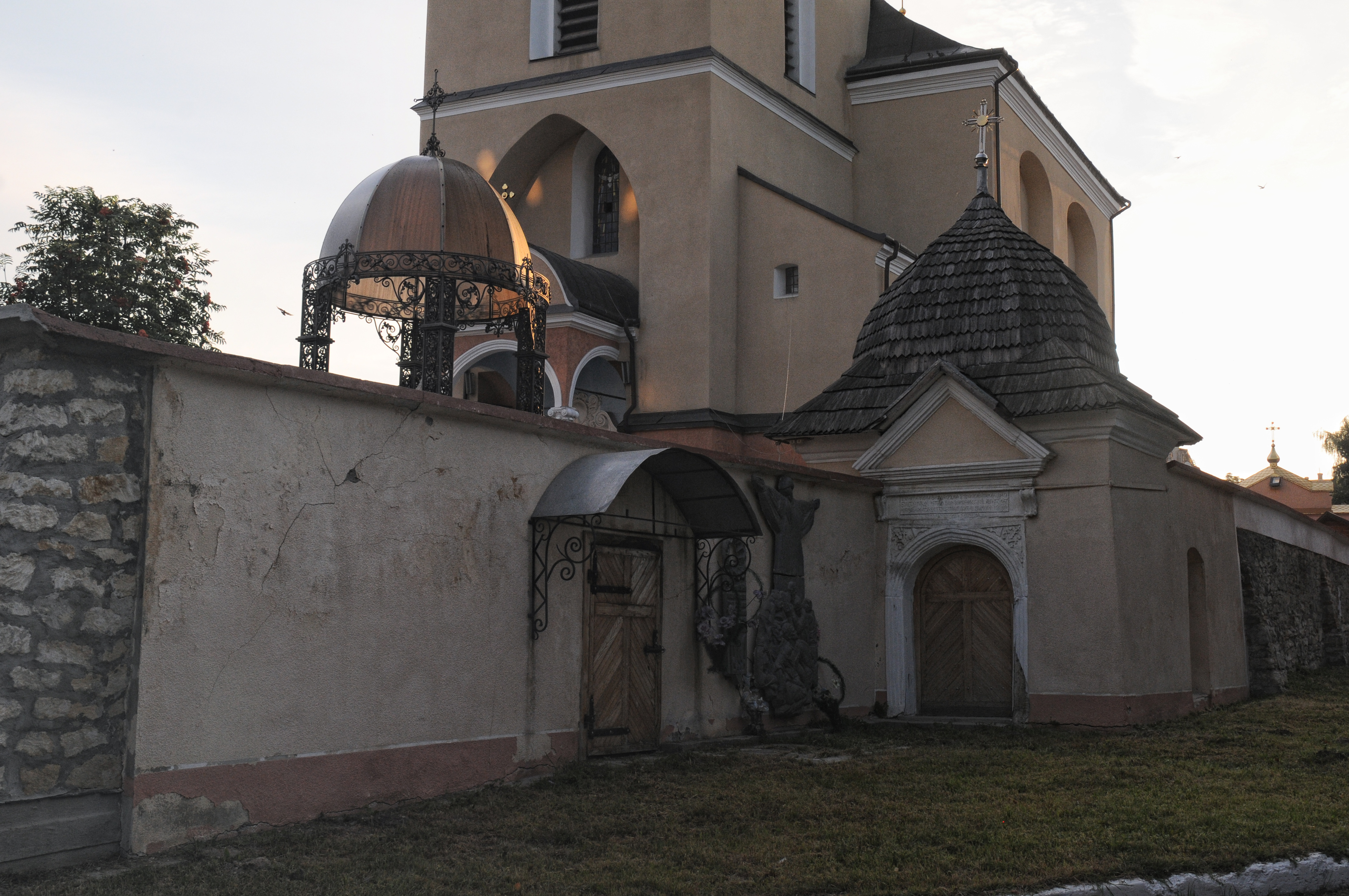
Мури з брамами навколо церкви XIII—XIV ст.

Однак, більшість сучасних науковців дотримується резонного погляду, що храм будувався і отримав свій теперішній вигляд у XV—XVIII століттях. Відомо також, що церква тричі горіла, і відбудовували її щоразу з деякими змінами як зовні, так і в інтер'єрі.
Церковне братство (відоме як Рогатинське братство) своїм клопотом спорудило в 1642 році храмовий іконостас, який виконав львівський майстер Петрахнович-Мораховський Микола, проіснував до 1932 року, поки його не замінили новим.
Під час Першої світової війни, коли Рогатин майже повністю згорів, церква Різдва Пресвятої Богородиці лишилася неушкодженою. В храмі збереглася пам’ятна таблиця на честь полеглих стрільців УГА з Рогатина (1918-1920 рр.). Парохами храму впродовж 60-ти років були брати Павло та Теодозій Кудрики, катехити гімназії ім. Володимира Великого, духовні і культурно-просвітні діячі Рогатинщини, про що свідчить пам'ятна таблиця на фасаді храму. Під час нападу німців на Галичину у Другу світову війну (1941) храм не обминула бомба. В результаті її попадання згоріла покрівля, лишилися тільки мури. Невдовзі майстром Миколою Дарміцем церкву було відновлено. 13 грудня 1943 р. на подвір'ї храму німецькими окупантами були розстріляні 24 борці за волю України. 1944-го, у храм потрапила фугасна бомба, і знищила церкву із середини. Парохом храму в цей час був отець Денис Теліщук (1885—1952), закатований радянською владою у мордовських таборах.
По війні розпочалися відновлювальні роботи в храмі, які тривали майже 10 років. Відтак, 31 липня 1955 року відбулося освячення рогатинської Церкви Різдва Пресвятої Богородиці Преосвященним єпископом Антонієм. Іконостас у теперішньому вигляді закінчено лише 1961 року.
В радянські часи церква охоронялась як пам'ятка архітектури Української РСР (№ 242). Але в той же час комуністи у 1970-80 рр. знищили цвинтар що був при храмі.
За роки незалежності України (від 1991 року) храм УГКЦ Різдва Пресвятої Богородиці в Рогатині пережив великі зміни — церква збагатилася внутрішнім оформленням, здійснено реставрацію, зокрема привертає увагу зовнішній вигляд та покриття куполів і хрестів сусальним золотом; також споруджено фігуру Матері Божої.
У 1998 році при храмі створено благодійний фонд «Карітас Любов і Милосердя».
У теперішній час церква Різдва Пресвятої Богородиці в Рогатині — не лише духовна святиня, але й історико-архітектурна пам'ятка національного значення.
21 жовтня 2012 року відбулося святкування 800-річчя храму. Архиєрейська літургія була очолювана Архиєпископами і Митрополитами Львівської та Івано-Франківської Митрополій, а саме: Митрополитом Ігорем Возьняком, ЧНІ, Митрополитом Володимиром Війтишиним, ЧСВВ.